# نادي نابالكارنيرو
نادي نابالكارنيرو الرياضي (بالإسبانية: Club Deportivo Artístico Navalcarnero)‏ نادي كرة قدم إسباني يلعب في الدوري الإسباني الدرجة الثانية بي. تم تأسيس النادي في عام 1961.

## روابط خارجية
- CDA Navalcarnero